# Xian de Tang
Pour les articles homonymes, voir Tang.
Le xian de Tang (唐县 ; pinyin : Táng Xiàn) est un district administratif de la province du Hebei en Chine. Il est placé sous la juridiction de la ville-préfecture de Baoding.

## Démographie
La population du district était de 517 348 habitants en 1999.